# 클로이 루카시아크
클로이 루카시아크(Chloe Lukasiak, 2001년 5월 25일 ~ )는 미국의 댄서, 배우, 모델이다.